# Thomas Kunze

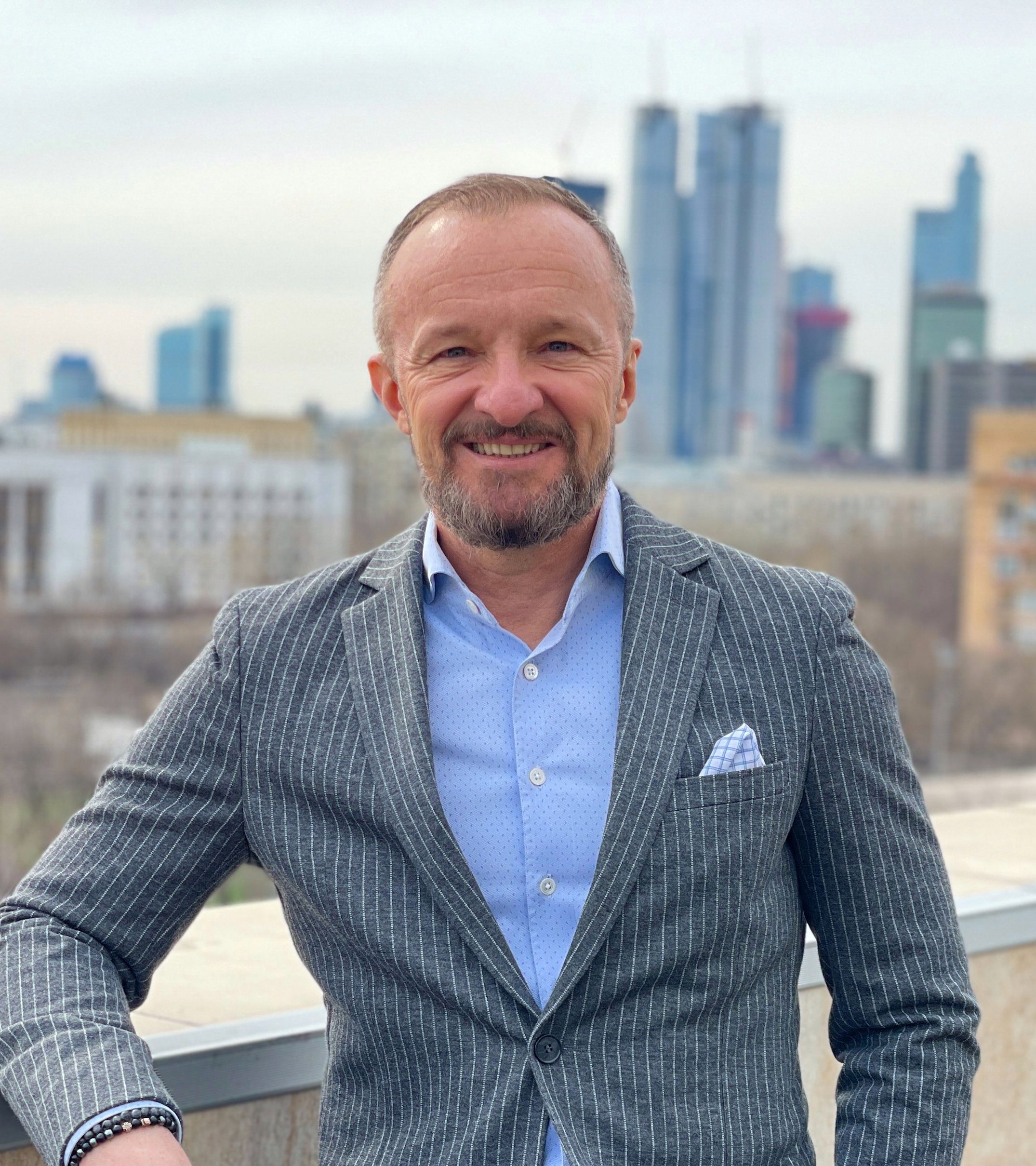
Thomas Kunze (2021)

Thomas Kunze (* 23. Februar 1963 in Leipzig) ist ein deutscher Zeithistoriker und Autor. Seine Schwerpunkte sind Russland, Zentralasien und postsowjetischer Raum, Osteuropa und DDR-Geschichte.

## Leben
Kunze studierte in Jena und Leipzig Geschichte, Germanistik und Pädagogik. Er wurde 1991 zum Dr. phil. promoviert. Seit 2004 hat er Ehrenprofessuren an der Präsidialakademie in Taschkent und der Staatlichen Al-Chorezmi-Universität in Urganch (Usbekistan) inne. Kunze gilt als Botschafter für Osteuropa, Russland und Zentralasien der Produktionsgesellschaft für Theater, Film und Soziale Plastik in Zürich / Berlin (IIPM).
Nach der friedlichen Revolution in der DDR war Thomas Kunze von 1990 bis 1995 Leiter des Ausländeramtes sowie des Amtes für Kommunalaufsicht im Kreis Leipzig. Von 1995 bis 2001 arbeitete er als Gastlehrer in Rumänien. Kunze ist seit 2002 für die Konrad-Adenauer-Stiftung als Osteuropa-, Russland- und Zentralasienexperte tätig. Er war von 2002 bis 2005 und von 2010 bis 2019 Repräsentant der Stiftung in Zentralasien (Sitz in Taschkent, Usbekistan), von 2005 bis 2007 und von 2019 bis 2022 leitete er das Russland-Büro der Stiftung, von 2007 bis 2010 die Europa/Nordamerika-Abteilung der Stiftungszentrale und seit 2024 ist er Leiter des Auslandsbüros in Albanien. Er plädiert dafür, Brücken nach Russland zu erhalten. Kunze gehört der CDU an. Er ist regelmäßig Gast bei ZDF History und Fachberater für Theater-, Film- und Fernsehproduktionen.
Kunze publizierte eine Vielzahl von Büchern und Beiträgen zur Entwicklung der Staaten Osteuropas, des Kaukasus und Mittelasiens. Er ist der Autor der ersten Biographie über den rumänischen Staats- und Parteichef Nicolae Ceaușescu, die u. a. ins Rumänische und Polnische übersetzt wurde und als Standardwerk zur Geschichte des Kommunismus in Rumänien gilt. Im Jahr 2001 erschien die Biographie Staatschef a.D.: Die letzten Jahre des Erich Honecker. 2008 erschien die Monographie Russlands Unterwelten, 2010 Ostalgie international (herausgegeben gemeinsam mit Thomas Vogel). Im Sammelband Einundzwanzig. Jahrhundertgefahren-Jahrhundertchancen lud er bekannte Autoren aus verschiedenen Weltregionen dazu ein, unter verschiedenen Gesichtspunkten wie Sicherheit, Energie, Demografie und Geopolitik über die möglichen Entwicklungen im 21. Jahrhundert nachzudenken. 2013 veröffentlichte er ein Buch zum Thema Personenkult im 20. und 21. Jahrhundert. In dem in mehreren aktualisierten Auflagen erschienenen Buch Das Ende des Imperiums. Was aus den früheren Sowjetrepubliken wurde verfolgt und beschreibt Thomas Kunze (gemeinsam mit Thomas Vogel) die Entwicklungen der ehemaligen Sowjetrepubliken seit deren Unabhängigkeit in den 1990er Jahren bis in die jetzige Zeit. 2019 folgte die Monographie Zentralasien. Porträt einer Region. 2023 erschien der Dokumentenband Bis in den Krieg. Die Außenpolitik der UdSSR 1938/1939 mit bislang unveröffentlicht gewesenen Dokumenten aus russischen Archiven. 

## Auszeichnungen
- 2011: Sächsische Verfassungsmedaille[5]
- 2019: Ehrenbürger der Republik Usbekistan
- 2021: Sächsischer Verdienstorden[6]

## Werke
- mit Ute Walbe-Kunze: Rumänien. Reiseführer. Goldstadt, Pforzheim 1999, ISBN 3-89550-034-8, 2., überarbeitete Auflage 2002.
- mit Ute Walbe-Kunze: Istanbul und Ausflüge in die Umgebung. Goldstadt, Pforzheim 1999, ISBN 3-89550-217-0; 2. Auflage 2002.
- Nicolae Ceauşescu: Eine Biographie. Links, Berlin 2000, ISBN 3-86153-211-5; 4., aktualisierte Auflage 2017, ISBN 978-3-86153-562-1. Rumänische Lizenzausgabe: Nicolae Ceauşescu. O biografie, editura Vremea, București, 2002, ISBN 973-645-025-2, Polnische Lizenzausgabe: Ceauşescu. Piekło na Ziemi, Prószy´nski i S-ka, Warszawa, 2016, ISBN 978-83-8069-430-9.
- Staatschef a.D. Die letzten Jahre des Erich Honecker. Christoph Links Verlag, Berlin 2001, ISBN 3-86153-247-6; 2., aktualisierte Auflage 2012, ISBN 978-3-86153-698-7.
- Honeckers Flucht. Film (ARD/MDR) von Thomas Grimm, Thomas Kunze (Mitarbeit Drehbuch), 2002.
- Putins Nachfolge sowie Konsequenzen für die deutsch-russischen Beziehungen. Konrad-Adenauer-Stiftung, Länderberichte, Juni 2005, kas.de (PDF).
- mit Ute Walbe-Kunze: Ungarn: Stadtführer Budapest, der Balaton, Reisen durch Ungarn. Geologie und Geographie, Klima und Reisezeit, geschichtlicher Überblick. Goldstadt, Pforzheim 2007, ISBN 978-3-89550-035-0.
- Russlands Unterwelten. Eine Zeitreise durch geheime Bunker und vergessene Tunnel. Christoph Links Verlag, Berlin 2009, ISBN 978-3-86153-490-7.
- Geheime Bunker – Vergessene Tunnel. Russlands Unterwelten. Weltbildverlag, 2010 ISBN 978-3-8289-0919-9.
- mit Thomas Vogel (Hrsg.): Ostalgie international. Erinnerungen an die DDR von Nicaragua bis Vietnam. Christoph Links Verlag, Berlin 2010, ISBN 978-3-86153-600-0.
- mit Wolfgang Maier (Hrsg.): Einundzwanzig: Jahrhundertgefahren – Jahrhundertchancen. Finckenstein & Salmuth, Berlin 2010, ISBN 978-3-934882-21-8.
- mit Thomas Vogel: Von der Sowjetunion in die Unabhängigkeit: Eine Reise durch die 15 früheren Sowjetrepubliken. Christoph Links Verlag, Berlin, 2011, ISBN 978-3-86153-644-4. In Lizenz bei der Bundeszentrale für politische Bildung erschienen (2011), ISBN 978-3-8389-0216-6
- mit Thomas Vogel (Hrsg.): Oh Du, geliebter Führer. Personenkult im 20. und 21. Jahrhundert. Christoph Links Verlag, Berlin 2013, ISBN 978-3-86153-734-2. Russischsprachige Lizenzausgabe: „Отцы всех народов“, Altyn Print, Bischkek, 2014, ISBN 978-9967-08-483-4, Türkischsprachige Lizenzausgabe: Ey Sevgili Liderim, Paloma, Istanbul, 2016, ISBN 978-605-9200-10-3.
- Ceaușescu Nicolae, in: Groenewold/ Ignor / Koch (Hrsg.), Lexikon der Politischen Strafprozesse (letzter Zugriff am 7. März 2018.)
- mit Thomas Vogel: Das Ende des Imperiums. Was aus den früheren Sowjetrepubliken wurde. Christoph Links Verlag, Berlin 2015. ISBN 978-3-86153-644-4. In Lizenz bei der Bundeszentrale für politische Bildung erschienen (2016), ISBN 978-3-8389-0676-8
- Zentralasien. Portrait einer Region. Christoph Links Verlag, Berlin 2018. ISBN 978-3-86153-995-7.
- Honeckers letzte Reise. Das Tauziehen um den einstigen Staatschef der DDR Film (MDR) von Thomas Grimm und Thomas Kunze, 2019.
- Unterwelten. Eine Zeitreise durch geheime Bunker und verlassene Tunnel Russlands, Verlag Kutschkowo Pole, Moskau, 2022. ISBN 978-5-907171-67-1
- mit Andreas Hilger, John Zimmermann (Hrsg.): Bis in den Krieg. Die Außenpolitik der UdSSR 1938/1939, Brill/Schöningh, 2023, ISBN 978-3-657-79186-6.